# Sarg (båt)

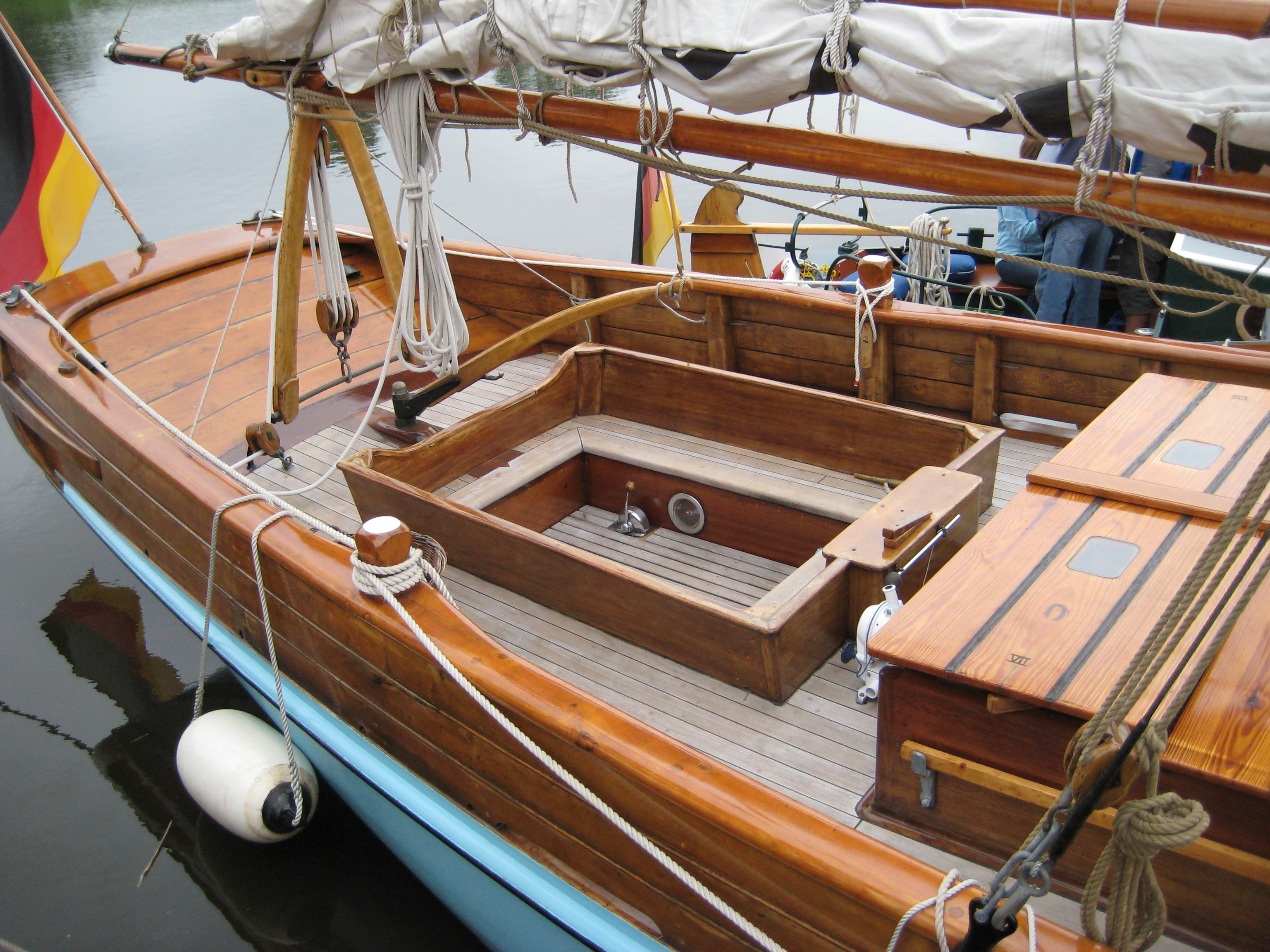
Sarg kring sittbrunnen i mitten.

Sarg är i en båt en vertikal avgränsning mellan däck och till exempel sittbrunn. En öppen båt, till exempel en snipa, har ofta en sarg invändigt på däck. Sargen hindrar överbrytande sjö från att komma in i båten.